# غاو ساكسونيا
غاو ساكسونيا ( (بالألمانية: Gau Sachsen)‏ كان قسما إداريا لألمانيا النازية من 1933 إلى 1945 في ولاية ساكسونيا الألمانية. قبل ذلك، من 1926 إلى 1933، كان التقسيم الإقليمي للحزب النازي في تلك المنطقة.

## التاريخ

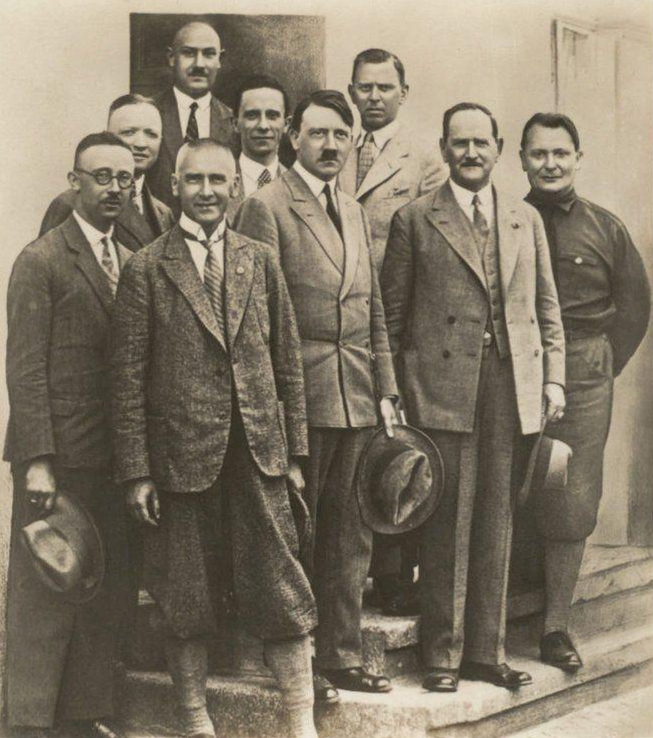
من اليسار إلى اليمين: هيملر؛ موتشمان {خلف هيملر}؛ فريك غوبلز، هتلر؛ Schaub Epp Goering في Bad Elser حوالي عام 1930

تم إنشاء نظام النازي غاو في الأصل في مؤتمر للحزب في 22 مايو 1926، من أجل تحسين إدارة هيكل الحزب. منذ عام 1933 وما بعده، بعد الاستيلاء النازي على السلطة، حل الغاو محل الولايات الألمانية بشكل متزايد كتقسيمات إدارية في ألمانيا. 
على رأس كل غاو هناك غاولايتر، وهو موقع أصبح أكثر قوة، خاصة بعد اندلاع الحرب العالمية الثانية، مع تدخل ضئيل من الأعلى. غولايتر المحلي غالبًا ما كان يشغل مناصب حكومية بالإضافة إلى مناصب حزبية وكان مسؤولًا، من بين أشياء أخرى، عن الدعاية والمراقبة، ومنذ سبتمبر 1944 فصاعدًا، فولكسستورم والدفاع عن الغاو.  
شغل <a href="./%D9%85%D8%A7%D8%B1%D8%AA%D9%86%20%D9%85%D9%88%D8%AA%D8%B4%D9%85%D8%A7%D9%86" rel="mw:WikiLink">مارتن موتشمان</a> منصب غاولايتر في ولاية سكسونيا في الفترة من 1925 إلى 1945.   موتشمان، شخصية قوية في ألمانيا النازية وعلى صلة جيدة بأدولف هتلر، اعتقلته الشرطة الألمانية بعد وقت قصير من الحرب وسلمته إلى الاتحاد السوفيتي حيث أُعدم في 30 يناير 1947. 